# Celerífero

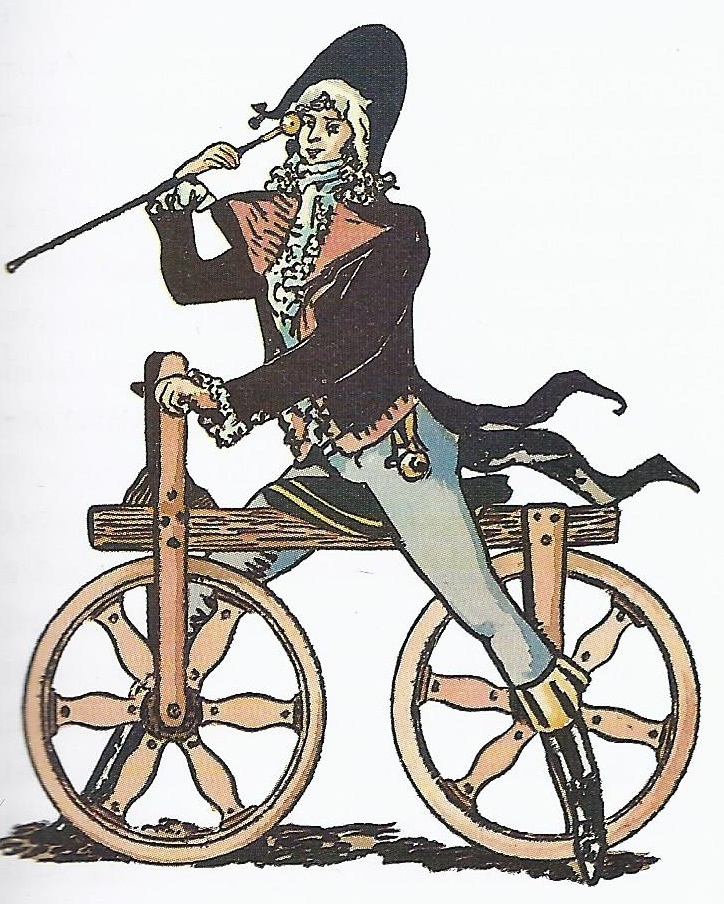
El inexistente conde de Sivrac y su falso invento en una estampa de origen desconocido que ilustraba una historia de la bicicleta.

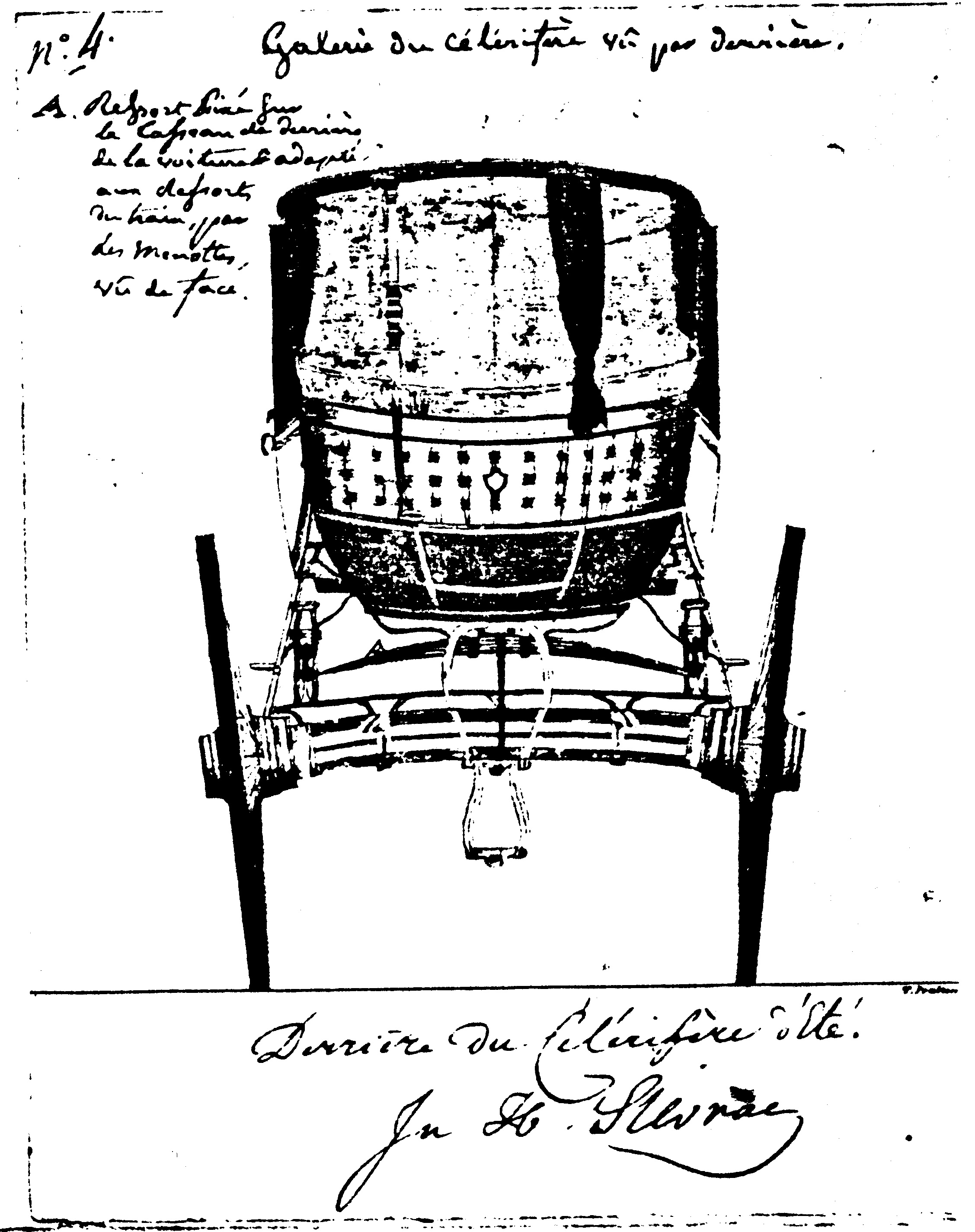
La patente original del celerífero presentada por J. H. Sievrac en 1817.

Celerífero (célérifère en francés) es el nombre de un supuesto velocípedo primitivo inventado por el francés Mede de Sivrac en 1790. La existencia del celerífero ha sido demostrada como una falsificación.

## Descripción
Célérifère, es una palabra francesa compuesta por el sustantivo: célérité, «celeridad», con el sufijo -fère, proveniente del latín fero («llevar»), éste a su vez del griego antiguo φέρω, pherō. Tuvo, en el siglo XIX, la acepción de vehículo veloz, generalmente tirado por caballos.
Consistía en cuerpo de madera, tallado en forma de algún animal, entre cuyas patas delanteras y traseras giraban dos ruedas. Era propulsado por una persona sentada a horcajadas, impulsándose con sus propios pies.

## Historia

### Primera mención
En 1891, el periodista francés Louis Baudry de Saunier en su Histoire générale de la velocípede, afirmó que un tal conde de Sivrac, había inventado un vehículo de dos ruedas, propulsado por los pies de quien lo monta, llamado célérifère, en 1790. En su obra muestra los planos del mismo, sosteniendo que se trata del antecedente más antiguo de la bicicleta sin pedales. Añade que tal invento, también llamado «velocífero», se había puesto de moda entre los jóvenes de la aristocracia en los tiempos de la Revolución Francesa.
El celerífero, entonces, precedía a la draisiana, llamada en Francia velocípede, cuya patente había sido presentada en 1817, por el joven barón alemán Karl Drais.
Esta historia fue aceptada con orgullo por los franceses, en un contexto de fuerte enemistad entre Francia y Alemania, tras la guerra de 1870. Por lo tanto, la invención del celerífero no fue discutida, al contrario, se la difundió ampliamente en las  publicaciones del ámbito del ciclismo, como Le Vélo illustré e incluso en el diccionario enciclopédico Larousse. En 1975, el álbum oficial de los Juegos Olímpicos de Montreal todavía presentaba al celerífero como antepasado de la bicicleta.

### Descubrimiento del engaño
En la década de 1950, una tesis presentada en la Universidad de la Sorbona, demostró que en 1817 (no en 1790) un tal Jean-Henri  Siévrac, quien no poseía títulos de nobleza, había presentado una patente para un vehículo llamado célérifère, pero que se trataba de un carruaje tirado por caballos.
El ciclista francés e historiador aficionado Jacques Seray fue el primero en afirmar, en 1977, que el celerífero no era sino una invención o malentendido de Baudry de Saunier. El historiador de la tecnología Hans-Erhard Lessing, basándose en las investigaciones de Seray, demostró que los celeríferos y velocíferos mencionados como "modas" en los años de la Revolución Francesa, eran carruajes tirados por caballos y que la idea de que se tratase de un vehículo de dos ruedas antecesor de la bicicleta era falsa. Según Lessing, Baudry de Saunier fechó la invención en 1791, en lugar de 1817, para que su libro marcara el centenario del invento. Debido a la notoriedad de su autor, este primer libro íntegramente dedicado a la historia del ciclismo constituyó una referencia durante décadas, prueba de la primacía francesa en la invención de la bicicleta que relegaba a Drais al simple rango de inventor del manillar. Solamente en el último cuarto del siglo XX se demostró la falsedad, o el error, y el celerífero desapareció de la historia de la tecnología.